# Antonio Mantiero
Bartolo Antonio Mantiero (Novoledo di Villaverla, 5 settembre 1884 – Treviso, 15 febbraio 1956) è stato un vescovo cattolico italiano.

## Biografia
Monsignor Bartolo Antonio Mantiero nacque a Novoledo di Villaverla il 5 settembre 1884. Era uscito da una quelle famiglie della campagna vicentina e di quasi tutta la terra veneta, nelle quali alla fede cristiana più sentita e radicata si unisce una semplicità e sobrietà di costume, una cordialità e una bontà di tratto instancabile e un amore inalterabile alla propria terra. Egli si compiaceva della sua origine rurale e ritornava di frequente e volentieri, sia pure per brevissimi tratti di tempo tra i suoi a respirare l'aria della campagna, a sentire con interesse le vicende della vita dei campi.

### Formazione e ministero sacerdotale
Studiò al seminario vescovile di Vicenza.
Il 25 luglio 1909 fu ordinato presbitero per la diocesi di Vicenza. Fu, in un primo tempo, insegnante al seminario vescovile di Vicenza nelle classi ginnasiali. Venne quindi nominato cancelliere vescovile. Ebbe così modo di conoscere da vicino i doveri, la vastità dei compiti e dei pesi, le pene e le amarezze di un vescovo. Nell'ammirazione attenta e fedele del suo vescovo, che egli poi sempre con il più vivo affetto e che considererà il suo maestro e la sua guida, pur essendone nell'indole, per alcuni aspetti, diverso, il suo cuore si dilatava. Si interessò della propaganda per l'Azione Cattolica. Nel 1911 si iscrisse alla Facoltà giuridica di Venezia, conseguendo la laurea in diritto canonico ed ecclesiastico.
Nel 1924 venne nominato arciprete di Schio dove rimase per sette anni e dove diede vita alle Conferenze di San Vincenzo de' Paoli per i poveri e alla "Casa della Provvidenza" per i bambini abbandonati; fu anche promotore di importanti lavori di restauro del duomo di Schio. La cura della città di quella città, centro popoloso, industriale, campo vastissimo di lavoro e di esperienze, dove altri aveva seminato con ricchezza impareggiabile di virtù e di zelo, dimostrò le sue doti singolari di pastore di anime e le affinò sempre più.

### Ministero episcopale
Il 26 settembre 1931 papa Pio XI lo nominò vescovo di Patti. Ricevette l'ordinazione episcopale il 15 novembre successivo dal vescovo di Vicenza Ferdinando Rodolfi, co-consacranti vescovo di Padova Elia Dalla Costa (poi cardinale) e il vescovo ausiliare di Venezia Giovanni Jeremich. Prese possesso della diocesi il 27 dicembre successivo. Favorì il risveglio religioso della diocesi. Dal 1º giugno 1935 ricoprì anche la carica di prelato di Santa Lucia del Mela. Furono anni di lavoro intensissimo, estenuante, di ricostruzione di chiese, di canoniche, del seminario; di visite e di predicazioni senza fine. La terra del Sole - come egli amava chiamarla - parve imprimere al suo cuore una nota ancor più vivace di calore affettivo e di paternità dolcissima, che i buoni Siciliani, rimasti sempre attaccatissimi a Lui, come Egli lo fu sempre a loro, chiamarono maternità, tanto era tenera, vigile e sensibile. Il 2 agosto 1936 venne nominato assistente al Soglio Pontificio.
Il 26 giugno 1936 morì, dopo trentadue anni di episcopato, monsignor Andrea Giacinto Longhin, un altro pastore indimenticabile, la cui figura risplende nella storia della diocesi di Treviso tra le più fulgide, per altezza di dottrina, per santità di vita, per operosità mirabile ed eroica fortezza anche nelle ore più tragiche della prima guerra mondiale. Monsignor Mantiero, che in quei giorni si trovava a Roma, ricevette dalla Sacra Congregazione Concistoriale il primo annuncio della nomina che papa Pio XI voleva fosse riconoscimento e premio dell'opera da lui compiuta in Sicilia. Il 24 agosto 1936 papa Pio XI lo nominò vescovo di Treviso. Il suo ingresso in diocesi dovette però essere ritardato a causa di un incidente occorsogli a Roma e a seguito del quale ebbe un braccio fratturato. Prese possesso della diocesi il 6 dicembre successivo. Monsignor Mantiero partì da Vicenza unitamente alla rappresentanza del capitolo della cattedrale di Treviso. Al passaggio attraverso i confini delle due diocesi sostò a Galliera Veneta accolto con vibranti manifestazioni dalla popolazione e dal clero locale. Giunto in città, data l'ora tarda si fermò alla periferia, a villa Quaglia. La sera stessa fece il solenne ingresso a Treviso, atteso dalla popolazione e dalle autorità nella chiesa di Sant'Agnese. Il giorno 8 dicembre tenne il primo pontificale dove parlò dell'Immacolata. Incominciò così il suo alto ministero.
Il suo volto sempre aperto al sorriso, la sua parola facile, piana, il suo tratto nobilmente affettuoso, gli conquistarono immediatamente la simpatia di tutti. Si mise subito all'opera, non con febbre e agitazione, ma con calma e continuità; non conosceva la fretta, ma nemmeno il riposo; riceveva tutti, intratteneva ognuno con lento, affettuoso interesse,  come non attendesse altri e non avesse altro da fare. Diede impulso a tutte le Opere Diocesane, particolarmente al catechismo e all'Azione Cattolica. Le molteplici iniziative da lui promosse in tutti i settori, dalla lotta antiblasfema alle attività sociali, dagli Esercizi spirituali dei laici all'assistenza ai poveri, allo sviluppo della Stampa cattolica.
Uno specchio fedele di questo lavoro si può ritrovare nel quadro da lui tracciato con l'ultima lettera pastorale, che può ben dirsi il suo "Cursum consumavi", e l'ultima sua consegna alla Diocesi. Promosse solenni manifestazioni di fede e di pietà cristiana, come congressi eucaristici, mariani e catechistici.
Caratteristica fondamentale del vescovo Mentiero fu il grande spirito di carità. Così si spiegano le sue opere compiute diocesi per l'assistenza delle parrocchie più povere. Durante la guerra non lasciò mai la sede e fu sempre il primo ad accorrere i suoi luoghi più colpiti, prodigandosi fino all'estremo delle sue forze. Per la salvezza delle anime non esistevano timori né sacrifici. Al fine di alleviare in qualche modo i disagi della gente povera istituì durante la guerra la cucina gratuita dei poveri, che continuò a funzionare presso il seminario vescovile di Treviso per molti anni. Il suo interessamento fu molto efficace per ottenere, senza alcuna discriminazione, la liberazione di tanti individui colpiti da arresti e in attesa di essere processati durante gli ultimi mesi di guerra. A questo scopo affrontava anche lunghi viaggi disagiati fuori provincia per intercedere a vantaggio di coloro che avevano bisogno. Non respingeva mai chi bussava alla sua porta per chiedere asilo, protezione o soccorso, interessandosi senza posa per trovare un posto di lavoro a tanti disoccupati. Costoro uscivano sempre soddisfatti dalla sua stanza.
Incessante fu il suo interessamento per la ricostruzione e per l'allargamento del seminario, opera alla quale si dedicò con particolare passione. Aprì anche il seminario minore. Molte furono anche le chiese nuove che sorsero nella diocesi per sua iniziativa. Merito non indifferente di monsignor Mantiero fu di aver dato vita a nuove parrocchie, in modo da rendere più snello e più pratico il servizio religioso in tutte le zone abitate della diocesi. Ad esempio con decreto vescovile del 25 novembre 1938, approvò la costruzione della chiesa di san Giovanni Bosco a Borghetto, frazione di San Martino di Lupari; la chiesa venne eretta a parrocchia il 24 dicembre 1953.
Anima nobile e mite, era felice quando constatava che il clero si univa consenziente intorno a lui nelle varie iniziative. Per quanto si riferisce infine all'Azione Cattolica, di cui fu sempre geloso nella guida di apostolato, volle che questa fosse in ogni momento e in ogni circostanza obbediente alla disciplina e alle direttive del centro.
In quattro lustri il venerato presule dovette affrontare gravi problemi e situazioni particolarmente difficili specialmente nel periodo della seconda guerra mondiale in ragione delle congiunture politiche e militari verificatesi nella vasta e popolosa diocesi trevigiana che già presentava, per tanti altri motivi, difficoltà asperrime nel mantenimento di un ordine civile e amministrativo.
Nonostante l'imperversare di tanti eventi e i dolorosi lutti si dovettero registrare in epoca, mercé la fervida fede e la continua assistenza che il Presule profuse quotidianamente tra la gente, anche quel più aspro periodo poté essere superato e questo in special modo i fedeli della Marca erano a lui profondamente grati e saranno sempre riconoscenti alla sua venerata memoria.
II periodo della ricostruzione vide monsignor Mantiero come suscitatore di nuove e sane energie e di collaborazione fra gli enti e gli istituti e le genti della nostra Terra per una ripresa la più rapida possibile. In una visione di benessere economico per le classi lavoratrici e di progresso sociale in un clima di schietta comprensione.
Fu presente a Roma sia per la beatificazione nel 1951 sia per la canonizzazione di papa Pio X e dispose le più adeguate celebrazioni in onore del nuovo celeste protettore sia a treviso, sia nella città natale del santo pontefice Riese, sia nell'intera diocesi. Avviò la causa di beatificazione di suor Maria Bertilla Boscardin.
Nonostante soffrisse da tempo un'insidiosa malattia, nulla faceva presagire la dolorosa e improvvisa morte. La sera del 14 febbraio 1956, ultimo giorno di Carnevale, monsignor Mantiero volle informarsi se il suo appello alla diocesi per la santificazione della quaresima fosse stato spedito alla pubblica stampa, e a tempo opportuno, perché giungesse alla conoscenza del popolo la mattina successiva. Fu assicurato che il suo desiderio era stato esaudito: si mostrò felice. Chiamò quindi il suo segretario perché lo accompagnasse all'ospedale civile e al Collegio Vescovile Pio X. Rientrato in sede, si incontrò con il quaresimalista, padre Felice da Terrinca, cappuccino. Dopo i primi complimenti si ritirò nella sua stanza di studio: alle ore 20 passò in sala pranzo e consumò la cena in piena familiarità e in una giovialità col padre predicatore e con il suo segretario. Alle 21:30 andò nella stanza per riposare. Nulla faceva intravedere quanto successe più tardi. Secondo il suo sistema, svegliatosi verso la mezzanotte, chiamò la nipote che usava portargli a quell'ora un po' di ristoro. Nulla sospettando, la nipote si attardò qualche minuto per confezionare il ristoro. Una seconda chiamata la mise sull'allarme: si precipitò presso lo zio, che trovò abbattuto, oppresso, impossibilitato a parlare. Comprese lo spasimo dello zio: interpretò il suo pensiero, e si precipitò a informare il segretario; questi chiamò d'urgenza i professori Pennati e Bortolozzi e il padre cappuccino, e rientrò nella stanza da letto. Si trovò dinanzi a un morente e gli impartì l'assoluzione e l'estrema unzione. Alle 0:43, monsignor Mantiero piegò la fronte e spirò. I sanitari, chiamati d'urgenza, e il vicario generale Giuseppe Carraro, con il rettore del seminario, l'officiate di curia e il cancelliere vescovile, si trovarono dinanzi alla salma di colui che fu un vero eroe nel campo della carità e nella difesa della città di Treviso, specialmente nelle ultime giornate della liberazione.
Nel giro di qualche ora la ferale notizia si diffuse in città, così che ancora nel cuor della notte la salma veniva visitata dai canonici del capitolo e dalle personalità dell'Azione Cattolica. Poi le visite dovettero essere sospese per la necessità di ricomporre le spoglie nella camera ardente, allestita in una sala superiore dell'Episcopio. Il defunto venne vestito con i paramenti pontificali e adagiato su un catafalco contornato da quattro ceri, dalla croce processionale e da un inginocchiatoio. Alle nove del mattino si riunì in Episcopio il capitolo della cattedrale, responsabile del governo della diocesi dopo la morte del vescovo. I canonici espressero il loro cordoglio per la morte repentina dell'amato vescovo e dopo aver recitato il De Profundis elessero vicario capitolare monsignor Giuseppe Carraro, il quale, pertanto, funse pro tempore anche come ordinario diocesano. Il vicario compì tosto le formalità fissate dal codice di diritto canonico e rese esecutiva la sua nomina. Monsignor Carraro notificò ufficialmente alla diocesi la perdita del presule con una lettera nella quale si invitavano i sacerdoti a suffragare l'anima del vescovo con sante messe, comunioni e opere buone, a distinguere i giorni di lutto con segni di campane per tre volte al giorno, alle ore 8, alle ore 12 e alle 18, a partecipare ai solenni funerali che vennero fissati per sabato 18 alle ore 9:30 nel duomo di Treviso.
Migliaia di persone sostarono presso la salma per l'estremo saluto. Fu una triste alba del mercoledì delle ceneri, che richiamò alla sorte dell'uomo con la morte di una delle persone più amate della città. 
La mattina del 15 febbraio il cancelliere vescovile, monsignor Silvio Zavan, nella funzione di notaio, stese il rogito della morte, dandone poi ufficiale comunicazione al capitolo della cattedrale convocato d'urgenza in Episcopio per gli atti di sua competenza relativi alla nomina del vicario capitolare.
La sera del 17 febbraio successivo, vigilia dei funerali, fu steso e letto il rogito di chiusura dell'urna, contenente la salma di monsignor Mantiero. La salma, che era rivestita dei paramenti pontificali, fu aspersa e benedetta da monsignor Carraro e dopo la recita del De Profundis fu piamente deposta in un'urna a doppia cassa di zinco e di legno.
Il 18 febbraio da ogni parte della diocesi erano giunti drappelli di fedeli, stretti attorno alle loro bandiere di rappresentanza. La salma del vescovo era ancora nella camera ardente, e attorno a lui si erano stretti per l'ultima volta il capitolo, i professori del seminario e i parroci urbani. Accolto da monsignor Giuseppe Carraro, il cardinale Roncalli, metropolita della regione veneta, giunse in Episcopio alle ore 9:30 ed impartì la santa benedizione alle spoglie di monsignor Mantiero. Frattanto piazza del Duomo s'era andata riempiendo di folla, arginata dallo schieramento delle rappresentanze di tutte le Forze Armate del Presidio con i rispettivi vessilli. Carabinieri e guardie della polizia, in alta uniforme, prestavano servizio gradinata di accesso del Duomo. Il corteo scese dallo scalone dell'Episcopio; apparve sul portale la Croce astile, ed avanzò poi lentamente seguito dai seminaristi, dai parroci e dai vicari della città, dalla Croce capitolare con i canonici e dai sedici vescovi del Veneto. Dietro ad essi apparve la bara sorretta dai sacerdoti, e tre squilli di tromba ruppero il commosso silenzio irrigidendo sull'attenti i reparti in armi. Per la folla questo lento passare della bara attraverso la piazza fu veramente la morte del suo pastore. Poco prima l'avevano veduto dormire con il viso atteggiato alla abituale serenità, vestito dai sacri paramenti: i bambini gli si avvicinavano senza timore e lo guardavano con gli stessi occhi affettuosi di quando avevano risposto pieni di gratitudine al suo buon sorriso di Ministro della Cresima: era sua immagine fisica che era cara era scomparsa. Per sempre, e tutte le considerazioni di carattere spirituale che la fede suggerisce sempre queste occasioni, mitigavano a malapena il dolore del distacco. Molti avevano gli occhi lucidi, le guance rigate dalle lacrime. La bara salì le scale e sparì nella penombra della chiesa dove tutti non poterono entrare. Nella cattedrale c'era posto appena per le rappresentanze, per la selva delle bandiere, per le autorità, ma il popolo rimase fuori e fedele, seguì la cerimonia.
Il pontificale venne celebrato dal cardinale Angelo Roncalli, e la Schola Cantorum della Cattedrale, diretta dal maestro D'Alessi, essendo all'organo il maestro Pasut eseguì la messa a tre voci pari del Perosi. Il Dies Irae fu cantato in gregoriano e ai coristi si unì la voce del popolo. L'antichissima melodia che scandisce il grande, terribile eppur ineffabile messaggio cristiano, diede veramente il senso compiuto della morte: la consolazione, il rispetto, il timore, la speranza e la carità, su cui regna sovrana la giustizia, ed oltre a tutto, la misericordia. Il prodigio della Comunione dei Santi che si ripete ad ogni decesso colpì tutti profondamente per la morte del pastore della loro anima. Quando qualcuno muore ci si accorge di un vuoto improvviso, e forse non è Lui che piangiamo, ma piuttosto quanto anche di noi finisce con la Sua morte. Quanto più egli ha donato, tanto più si avverte la sua mancanza, ma resta pur sempre la proiezione della Sua volontà di bene, il Suo stimolo, mediante il quale per generazione d'amore, continuiamo ad agire come Egli ci avrebbe voluto e come Egli ci avrebbe consigliato. Da Cristo in poi questo succede puntualmente: diremo anzi che serve a moltiplicare le sublimi virtù della nostra fede. E può accadere così che la morte di un giusto oltre che edificare riesca a consolare il popolo.
Conclusosi il solenne pontificale, monsignor Giuseppe Carraro si rivolse alla folla e, visibilmente commosso pronunziò l'elogio funebre del Pastore della diocesi. La parola del vicario capitolare aveva riproposte alla folla le insigni virtù dello Scomparso, ne aveva fatta rivivere l'immagine, e si diffuse in tutti una trepida commozione. Intanto quattro arcivescovi concelebranti Cornelio Sebastiano Cuccarollo, Giacinto Giovanni Ambrosi, Giovanni Urbani e Giuseppe Zaffonato ed il patriarca Angelo Roncalli scesero verso il feretro per la quintupla assoluzione. Verso le 11:30 il corteo si riformò uscendo dalla cattedrale, e preceduto da un drappello di metropoliti in alta uniforme e dalla fanfara della Divisione Folgore si inoltrò lungo il calmaggiore. Le note toccanti delle marce funebri si accompagnarono ai lenti rintocchi del campanone, mentre l'imponente corteo percorse Calmaggiore, piazza dei Signori, via XX settembre e corso del popolo. Per questa strada le spoglie del vescovo raccolsero l'ultimo omaggio del popolo. In piazza Duca d'Aosta il corteo si sciolse.
Poco dopo il Teatro Comunale si affollò di quanti avevano partecipato alla cerimonia religiosa per ascoltare il discorso commemorativo pronunciato dal sindaco. Nella sala era pure presente monsignor Ettore Cunial, secondo vicegerente della diocesi di Roma. In alto, sul palcoscenico era stesa la scritta: "Il buon pastore si donò amoroso alla sua Treviso ove per venti anni soccorse e consolò. Qui rifulse il suo dono eroico nei giorni tremendi della guerra a difendere a salvare uomini e cose e sempre a vigilare a visitare a insegnare". Monsignor Giuseppe Carraro, presentò con brevi parole l'oratore dicendo che si era voluto scegliere un laico a parlare del vescovo amato, nella sua qualità anche di rappresentante del popolo. "Crediamo con ciò - proseguì il presule - di avere pure interpretato il desiderio di molti e di lui che trovava insospettate energie quando si trovava in mezzo al popolo.
Al cimitero dopo l'ultima benedizione la salma venne tumulata. Tempo dopo le sue spoglie furono riesumate e tumulate nella cripta del duomo di Treviso.
Gli sono intitolate la piazza antistante la chiesa di san Giovanni Bosco a Borghetto di San Martino di Lupari e una via a Treviso.
Nell'aprile del 1945 fu mediatore tra i partigiani e il comando delle truppe tedesche di stanza a Treviso per definire le condizioni della resa di queste ultime.
Nel 1955, sempre in qualità di vescovo di Treviso, pubblicò una lettera pastorale dal titolo Scrivo vobis iuvenes nella quale esortava i giovani della diocesi a rifuggire dalla propaganda a sfondo materialista e dalle dottrine pericolose diffuse dalla stampa straniera. Secondo alcuni tale presa di posizione fu sollecitata da Mariano Rumor, allora vicesegretario della Democrazia Cristiana.

## Genealogia episcopale e successione apostolica
La genealogia episcopale è:
- Cardinale Scipione Rebiba
- Cardinale Giulio Antonio Santori
- Cardinale Girolamo Bernerio, O.P.
- Arcivescovo Galeazzo Sanvitale
- Cardinale Ludovico Ludovisi
- Cardinale Luigi Caetani
- Cardinale Ulderico Carpegna
- Cardinale Paluzzo Paluzzi Altieri degli Albertoni
- Papa Benedetto XIII
- Papa Benedetto XIV
- Papa Clemente XIII
- Cardinale Marcantonio Colonna
- Cardinale Giacinto Sigismondo Gerdil, B.
- Cardinale Giulio Maria della Somaglia
- Cardinale Carlo Odescalchi, S.I.
- Cardinale Costantino Patrizi Naro
- Cardinale Lucido Maria Parocchi
- Cardinale Agostino Gaetano Riboldi
- Vescovo Francesco Ciceri
- Vescovo Ferdinando Rodolfi
- Vescovo Antonio Mantiero

La successione apostolica è:
- Vescovo Luciano Marcante (1937)
- Vescovo Vittorio D'Alessi (1944)
- Vescovo Giuseppe Carraro (1952)